# Pierre de Soete
Pierre de Soete (Sint-Jans-Molenbeek, 1886 - Brussel, 1948) was een Belgische beeldhouwer en ontwerper van medailles.

## Leven en werk
De Soete werd reeds op achtjarige leeftijd aan het werk gezet. Op veertienjarige leeftijd werd hij wees. Hij schreef zich in aan de tekenacademie van Molenbeek. In die periode deed hij allerhande werkjes voor zijn levensonderhoud. Hij werd in 1900 leerjongen in de polijstafdeling van de Compagnie des Bronzes. Kort daarop werd hij bevorderd naar de montageafdeling en werkte er aan beelden van befaamde beeldhouwers zoals Julien Dillens, Constantin Meunier en zelfs Jef Lambeaux. Als autodidact leerde hij hierbij modelleren en boetseren met de bedoeling zelf beeldhouwer te worden. Een bronsgieterij in Anderlecht stelde hem in 1911 aan als hoofd van een van de afdelingen.
Vanaf 1924 begon hij voltijds als beeldhouwer. Hij ontving talloze orders, onder andere voor dodenmonumenten met als eerste grote verwezenlijking in 1926 het Brussels monument voor de vliegers en ballonvaarders die tijdens de oorlog waren gesneuveld. Voortaan legde hij zich speciaal toe op officiële bestellingen van bustes, medailles of portretten. Hij verwezenlijkte een aantal monumentale werken die doen denken aan beelden van autoritaire regimes uit de jaren 1930.
Tezelfdertijd maakte hij een zeer gevarieerd oeuvre in kleiner formaat met zeer originele onderwerpen als moederschap, sport en dans. Deze werken vertonen een zeer klassieke stijl, maar toch beweerde de Soete niet te behoren tot eender welke artistieke school en steeds te werken naar eigen inzicht. Hij ontwierp ook beeltenissen voor de auto-industrie, zoals het iconisch radiatorornament voor de Minerva-auto's.
Hij is ook de auteur van het boek "Furore teutonico : les incidents de Louvain : ses origines et ses polémiques" over de verwoesting van Leuven in augustus 1914, waarbij de Universiteitshal met bibliotheekvleugel in vlammen opging. Hij werkte mee aan de letterbalustrade van de Universiteitsbibliotheek aan het Ladeuzeplein. De heropbouw werd met Amerikaans geld uitgevoerd, maar de rector weigerde de balustrade te installeren uit vrees de Duitse wetenschappers te schofferen. Samen met de bouwheer heeft de Soete uit protest hiertegen een juridische strijd gevoerd tot in 1932.

## Enkele beelden
- 1920 - Monument voor de gesneuvelden van de firma Minerva, Rodestraat, Antwerpen
- 1926 - Brussels monument voor de vliegers en ballonvaarders die tijdens de oorlog zijn gesneuveld, Fr. Rooseveldtlaan, Brussel
- 1926 - Vissersgedenkteken (Metropolitan Museum, New York). Om inspiratie op te doen verbleef hij hiervoor enkele dagen tussen de vissers van Oostende. Hiervan bestaat er een kopie (1958) op origineel formaat in Nieuwpoort en ook twee kleinere modellen, geschonken aan minister Anseele en de visserskapitein Arsène Blondé.
- 1927 - Gedenkteken voor St. George's Day, Zeebrugge
- 1928 - Gedenkteken voor de slachtoffers van de autosport, Schaarbeek
- 1929 - Grafmonument voor Georges Nélis, stichter van de Belgische luchtmacht, Evere
- 1930 - Monument voor de gesneuvelden van het 1ste en 21ste Linieregiment, Chartreusekazerne, Luik.
- 1932 - Monument voor maarschalk Foch, Spa
- 1932 - Dodenmonument, Strombeek-Bever
- 1935 - Monument Albert I, Verviers
- 1936 - Teutonenfurie, Dinant (verwoest in 1940)

## Afbeeldingen (selectie)

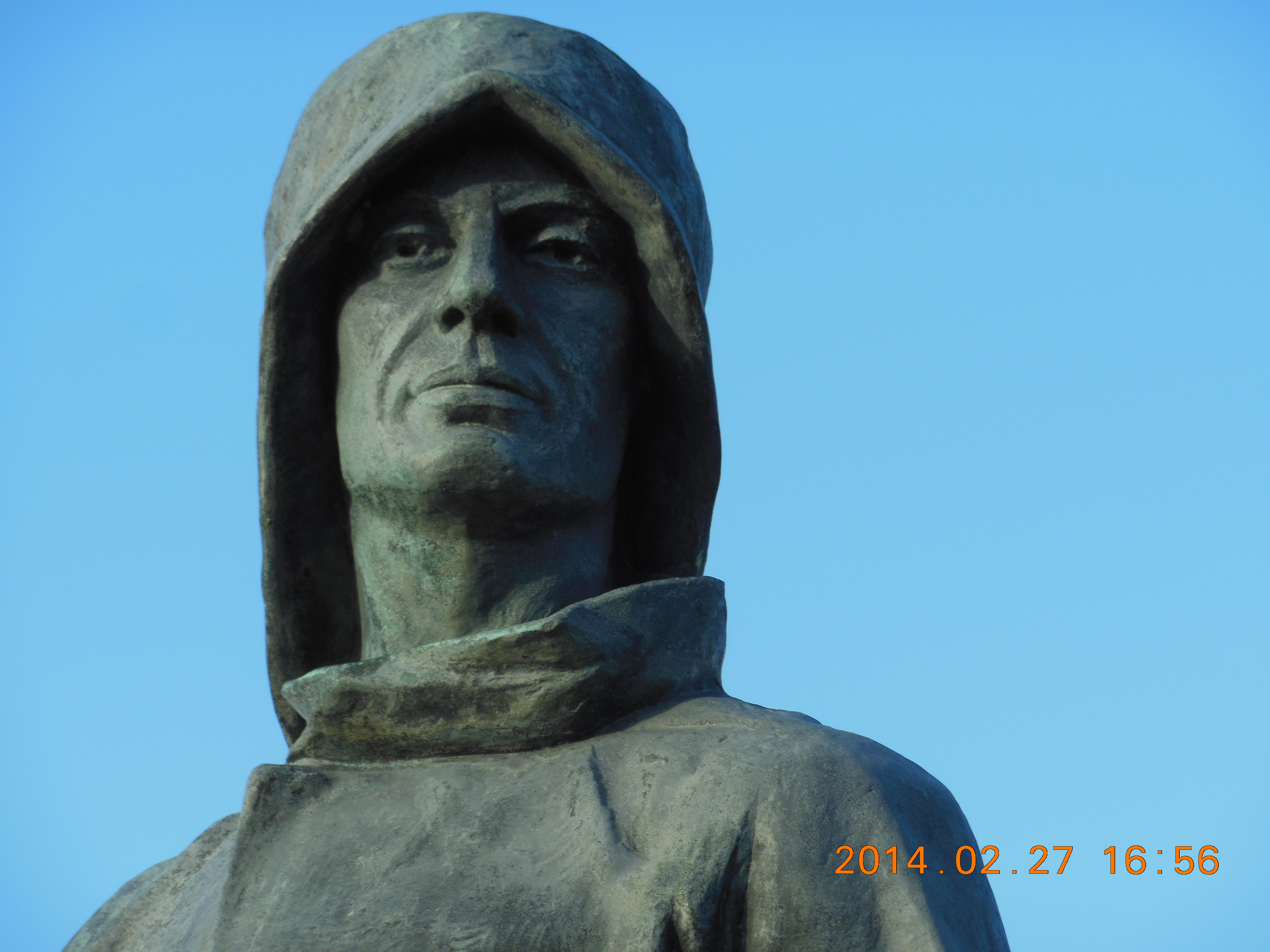
Vissersmonument in Nieuwpoort
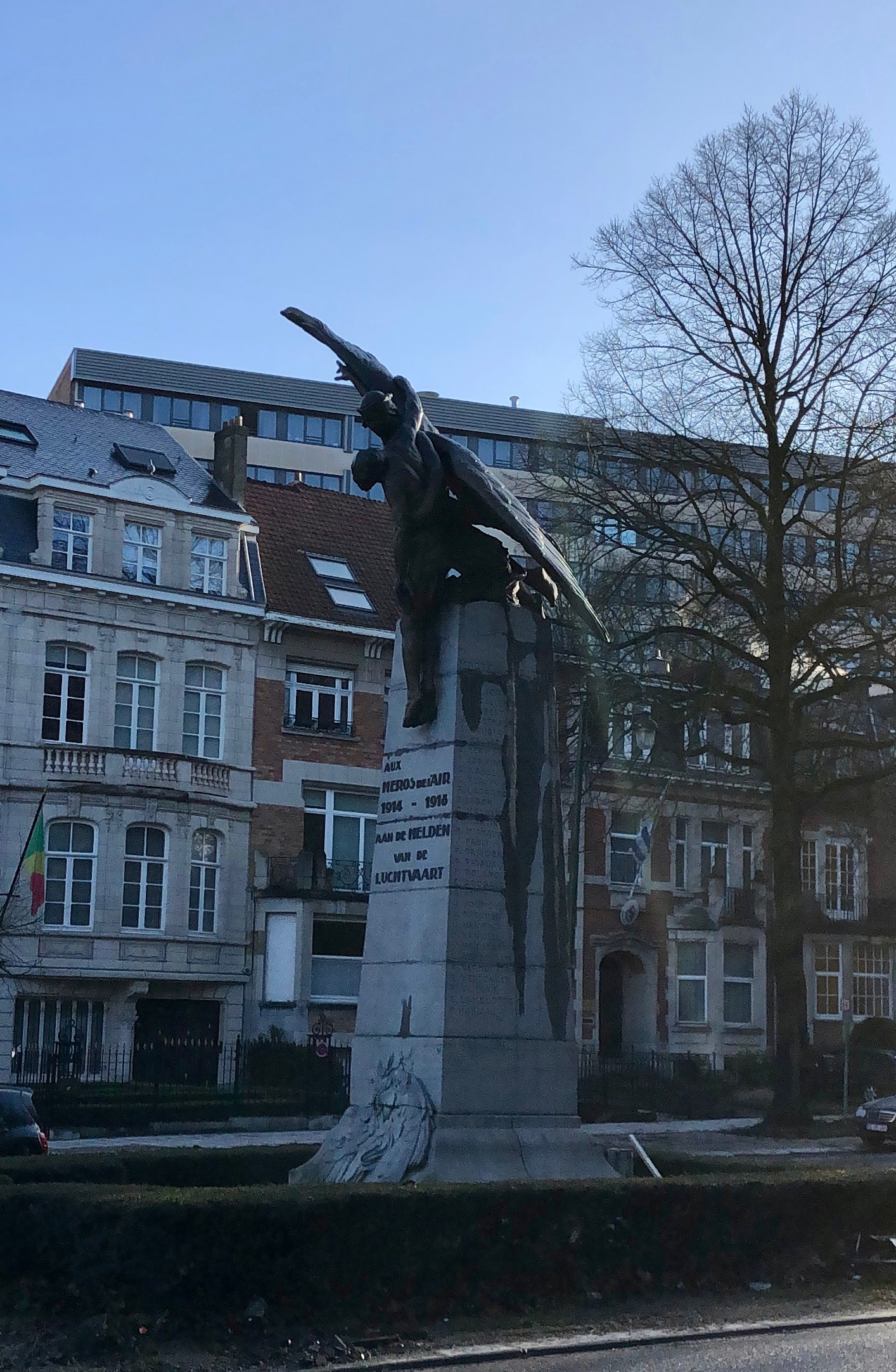
Monument voor de vliegers en ballonvaarders in Brussel